# ۵۷۸ (میلادی)
۵۷۸ (میلادی) پانصد و هفتاد و هشتمین سال تقویم میلادی است.

## رویدادها
- ژوستین دوم، امپراتور وقت بیزانس می‌میرد و تیبریوس دوم کنستانتین جانشین او می‌شود.

## درگذشتگان
- ۴ اکتبر - ژوستین دوم، امپراتور بیزانس
- عبدالمطلب، پدربزرگ محمد، پیامبر اسلام

∗ حاتم طایی
‎